# Pietro Gradenigo

Pietro Gradenigo dózse címere

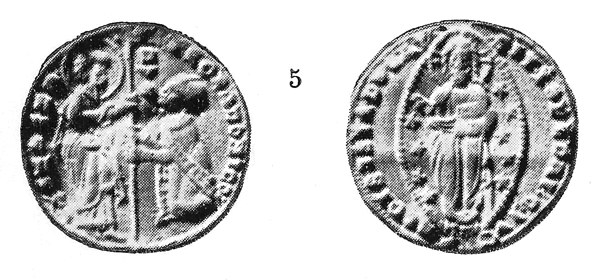
Egy Pietro Gradenigo dózse uralkodása alatt vert pénzérme

Pietro Gradenigo (Velence, 1251 – Velence, 1311. augusztus 13.) a Velencei Köztársaság negyvenkilencedik dózséja volt. Elődje, Giovanni Dandolo 1289. november 2-án bekövetkezett halála után a város lakossága Jacopo Tiepolót, a sikeres hadvezér Lorenzo Tiepolo fiát szerette volna dózsévá választani.

## Megválasztása és a hatalom központosítása
Megválasztásának tervét a gazdag kereskedőcsaládok is támogatták, akik azt remélték, hogy a jövendő dózse támogatásával bekerülhetnek a várost irányító arisztokrácia tagjai közé. Egy dózse népakarat útján történő megválasztása, a Nagytanács hivatalos választási eljárásának figyelmen kívül hagyása államcsínynek minősült volna. Tiepolo a támogatottságát nem érezte elég erősnek ahhoz, hogy győzzön egy esetleges polgárháborúban, így elhagyta Velencét és Trevignanóba a Marocco kastélyba vonult vissza. Ezek után a Nagytanács egy szabályos választás után 1289. november 25-én az alig 38 éves Pietro Gradenigót választotta meg. Hivatalát csak december 3-án foglalhatta el, mert az Isztriai-félszigeten tartózkodott, ahova tizenkét követ öt gályával vitte el megválasztásának hírét. Pietro Gradenigo az egyik legősibb velencei család tagja volt, és a szintén előkelő családból származó Tommasina Morosinit vette el feleségül, míg egyik sógornője elődje, Giovanni Dandolo dózse lánya volt. Mivel rokonságban állt több ősi nemesi családdal eszményi dózse-jelöltnek számított a  hatalmat egyre jobban központosítani igyekvő Nagytanács számára. Uralkodása alatt komoly bel- és külpolitikai problémákkal kellett megküzdenie. Az Adriai-tengeren a hatalom fenntartása folyamatosan nehézségekbe ütközött, ezenkívül komoly fenyegetést jelentett a Genovai Köztársaság is, amely miután 1284-ben a meloriai csatában győzelmet aratott a pisai hadsereg felett a Tirrén-tenger urává vált. Ezenkívül a Közel-Keleten található birtokok és kereskedelmi lerakatok is folyamatosan veszélyben voltak. Miután véget ért a latin jelenlét a Szentföldön a területen csak Velencének és Genovának maradtak érdekeltségeik. Ennek következménye egy elhúzódó háborúskodás lett a két városállam között, amelyben hol az egyik, hol a másik fél aratott kisebb-nagyobb győzelmeket.
1296-ban a Negyvenek Tanácsa egy, a választási eljárást módosító törvénytervezetet nyújtott be a Nagytanácsnak. Az érvényben lévő törvény lehetőséget adott arra, hogy nem arisztokrata családból származó meggazdagodott kereskedők is a Nagytanács tagjaivá váljanak. A tervezet szerint ezek után csak az lehetett tag, akinek az apja vagy az anyai nagyapja már a tanács tagja volt. Ez a tervezet kizárta az újgazdagokat a hatalomból, viszont lehetőséget adott a felemelkedésre azoknak, akik régi nemesi családok tagjai voltak, viszont korábban nem rendelkeztek jelentős befolyással. A tervezet ellen a hatalomból így kizártak mellett a korábbi tanácstagok is hevesen tiltakoztak, mert nem akartak a hatalmon senkivel osztozni, és attól féltek, hogy egy nemesi származású dózse, aki nem közülük való egyszemélyes diktatúrát vezet be. Az újabb törvénytervezetet 1297. február 28-án Pietro Gradenigo nyújtotta be, amelyet a tanács egy hat hónapos időszakra el is fogadott, azzal a kitétellel, hogy ez az idő meghosszabbítható. A törvény szerint mindenki a Nagytanács tagja lehetett, aki a korábbi négy évben tag volt, ezenkívül az 1172-es tanácstagok leszármazottai is. Közülük bárkit szabadon dózsévá választhattak, ha megválasztásával a Negyvenek Tanácsa is egyetértett. Már a törvény elfogadásakor világossá vált, hogy nem átmeneti időszakra szól, véglegesítésére 1298. szeptember 30-án került sor, miután Velence a Curzola melletti csatában vereséget szenvedett Genovától. Velence súlyos veszteségeket szenvedett el, a csatában részt vevő 95 gálya közül 84-et veszítettek el, a hadifoglyok száma elérte a hétezret. A genovaiak is elveszítették csapataik nagy részét, a legtöbb zsákmányolt hajót fel kellett gyújtaniuk, mert nem maradt elegendő legénységük, hogy a gályákat Genovába vigyék.
A törvény elfogadása után város belső rendje szilárdabbá vált, ezek után került sor a Genovával való békekötésre. A békeszerződést Matteo Visconti, II. Károly nápolyi király és VIII. Bonifác pápa közreműködése után 1299 május 25-én írták alá Milánóban. Velence megtarthatta az Adriai-tenger feletti uralmat és a Fekete-tengeren való kereskedelem jogát.

## Összeesküvések
Ezek után a hatalomból kizárt kereskedők és azok a jelentős családok, amelyek nem voltak a Nagytanács tagjai többször is államcsínyt kíséreltek meg. 1300-ban Mario Bocconio és Giovanni Baldovino, két gazdag kereskedő, a Balbi, a Malipiero, a Polani és a Ruzzini családok támogatásával megkísérelt lázadást szítani a Nagytanács ellen. Az összeesküvők közül tizenegyen fegyveresen jelentek meg egy tanácsülésen, miközben támogatóiknak a Szent Márk téren kellett volna fellázítaniuk a lakosságot egy komolyabb felkeléshez. A tanácsteremben Gradenigo dózse személyesen vádolta meg árulással a felkelés vezetőit, akiket letartóztattak, majd gyors tárgyalás után a Piazzetta két oszlopa között felakasztottak. A következő komolyabb fegyveres összetűzést Marco Querini és Baiamonte Tiepolo robbantotta ki 1308-ban a Barozzi és a Badoer családok támogatásával. Az indokot a Ferraráért V. Kelemen pápával vívott háború szolgáltatta, ahol Velence súlyos vereséget szenvedett, ezenkívül egyházi átok alá is került. A lakosság két pártra szakadt és mindennapossá váltak az utcai zavargások. 1309-ben a Nagytanács egy viharos, majdnem tömegverekedéssé fajuló ülésén végképp kiéleződtek az ellentétek. Ezután a Querini és a Tiepolo családok összeesküvést szerveztek a dózse meggyilkolására valamint a Dandolo, Giustinian és a Michiel családok kiirtására. A végrehajtást 1310. június 14-e éjszakájára tervezték. A katonai segítséget a tervek szerint Badoardo Badoer Padova ura biztosította volna. Az összeesküvésről értesült a Nagytanács is, a dózse hívei a Szent Márk téren gyűltek össze, ahol egy hatalmas viharban zajló összecsapásban Marco Querini és fia, Benedetto is életét vesztette. Baiamonte Tiepolo emberei eközben Antonio Dandolo katonáival kerültek szembe. A felkelőket megzavarta, hogy Tiepolo pajzshordozóját agyonütötte egy nagyobb kő vagy egy mozsár, amely egy ablakpárkányról esett le, vagy a legenda szerint egy Giustinia Rossi nevű idős asszony lökött le. Ezalatt Badoero Badoer seregeit Ugolino Giustinian, Chioggia kormányzója állította meg, így a felkelés elbukott.
A Tiepolo család házait lerombolták, viszont Baiamonte számára szabad elvonulást biztosítottak. Zárába ment, ahol további sikertelen kísérleteket tett a Nagytanács elleni összeesküvésre, hol a Scrovegni, hol a Carrara családdal szövetkezve. 1329-ben Francesco Dandolo dózse uralkodása alatt távollétében halálra ítélték, további sorsáról a forrásokban nincsenek feljegyzések. 1310 június 22-én Badoert lefejezték, 23-án a felkelők vezetőit felakasztották. Az összeesküvők között sokan voltak a Nagytanács tagjai, közülük többeket részleges vagyonelkobzásra ítéltek, mások amnesztiát kaptak. 1310 július 10-én az események teljes körű felderítésére felállították a Tízek Tanácsát, amelynek szinte korlátlan vizsgálati jogkört adtak. Működését eredetileg 1310 szeptember 29-ig tervezték, majd ezt a dátumot többször módosították majd 1335-ben határozatlan idejűre változtatták. Pietro Gradenigo dózse, aki véghezvitte a hatalom központosítását, megvédte Velencét két összeesküvéstől és létrehozta a hírhedt Tízek Tanácsát 1311-ben halt meg. Muranóban temették el a San Cipriano-templomban, sírját a francia megszállás alatt lerombolták.
| Előző uralkodó: Giovanni Dandolo | Velencei dózse 1289-1311 | Következő uralkodó: Marino Zorzi |